# 옹종

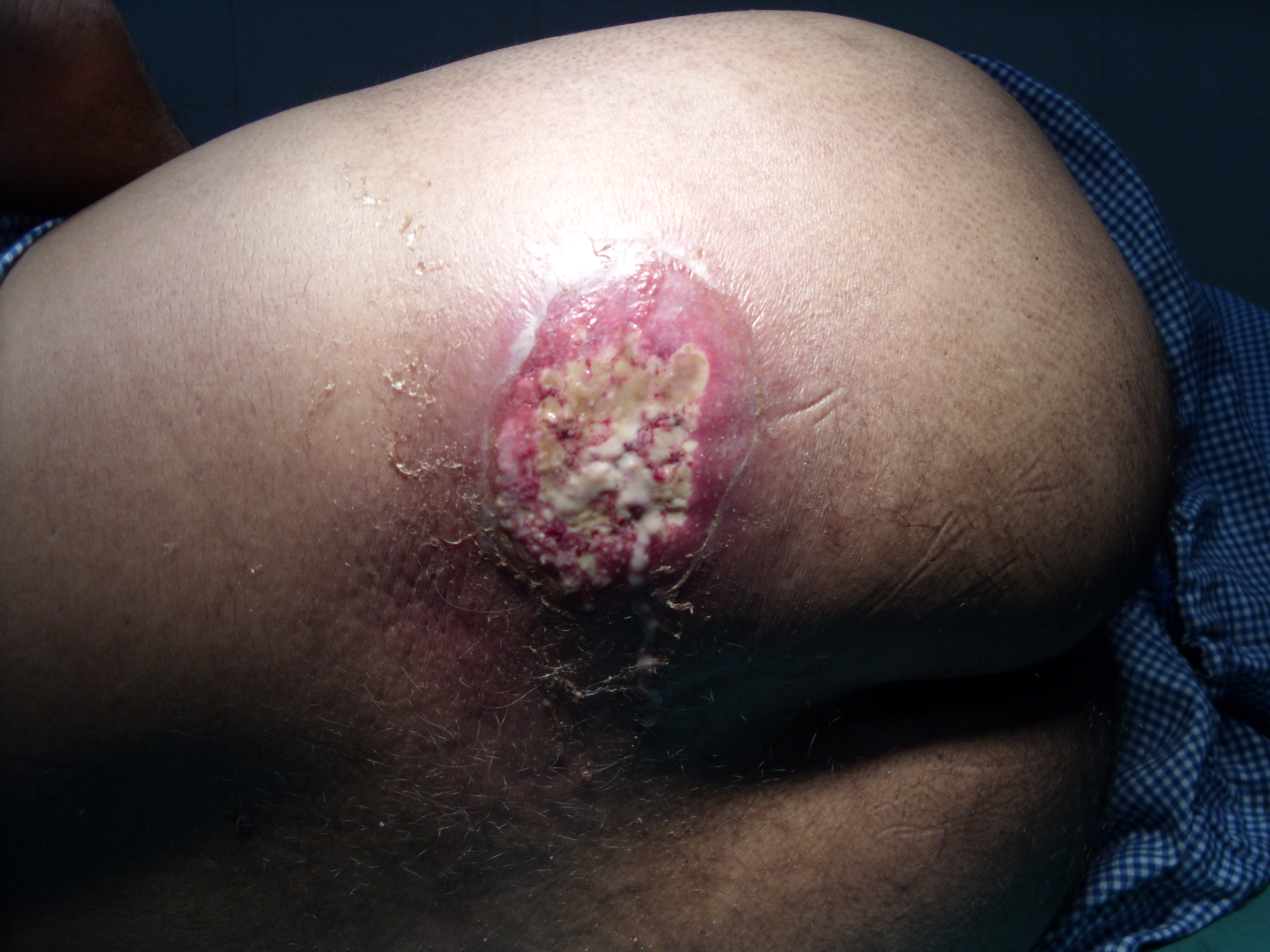
옹종의 상처

옹종(癰腫), 큰종기 (carbuncle)는 피부조직의 염증으로 인해 발생한 종기의 일종으로 세균 감염에 의해 발생한다. 몇 개의 털 구조가 다발이 되어 세균이 감염되어 발생한다. 이 결과 피부가 빨갛게 부어오르며, 통증을 동반한다. 황색포도상구균이 주요 원인으로 꼽힌다. 당뇨병을 보유한 사람에게 잘 발생하며, 항생제를 복용하여 치료한다. 경우에 따라 피부 절개를 요할 수도 있다. 악성 및 비악성이 존재한다. 

## 같이 보기
- 감염병
- 피부과
- 부스럼(절종)
- 모낭염
- 봉소염